# Strzępiak promienisty
Strzępiak promienisty (Inocybe splendens R. Heim) – gatunek grzybów należący do rodziny strzępiakowatych (Inocybaceae).

## Systematyka i nazewnictwo
Pozycja w klasyfikacji według Index Fungorum: Inocybe, Inocybaceae, Agaricales, Agaricomycetidae, Agaricomycetes, Agaricomycotina, Basidiomycota, Fungi.
Nazwę polską nadał Andrzej Nespiak w 1990 roku. W opracowaniu Władysława Wojewody z 2003 r. gatunek ten jest synonimizowany z Inocybe phaeoluca Kühner, jednak według Index Fungorum są to odrębne gatunki. 

## Morfologia
Kapelusz
Średnica 3–5 cm, początkowo stożkowaty, potem rozpostarty z wyraźnym, tępym garbkiem. Brzeg podgięty. Powierzchnia promieniście popękana i pokryta ciemnobrązowymi, liliowymi lub purpurowo-czarniawymi, przylegającymi włókienkami. Spomiędzy włókienek prześwituje słomkowe tło.
Blaszki
Przyrośnięte, lub wyraźnie zbiegające średnio gęste, szerokie. Początkowo o barwie od białawej do płoworóżowej, potem ciemniejsze od zarodników.
Trzon
Wysokość 3–5,5 cm, grubość 0,7–1,1 cm, walcowaty, z obrzeżoną bulwką w podstawie. Powierzchnia biała, na szczycie oszroniona.
Miąższ
Biały, mięsisty, o nieprzyjemnym smaku i ziemistym zapachu.
Cechy mikroskopowe
Zarodniki eliptyczno-łódeczkowate z dzióbkiem, 9,5–11,2 × 5,5–16,2 µm. Cystydy liczne, 55–75 × 17–20 µm, na szczycie z kryształkami.

## Występowanie i siedlisko
Znane jest występowanie strzępiaka brunatnego w Europie i w Ameryce Północnej. W piśmiennictwie naukowym na terenie Polski do 2003 r. podano dwa stanowiska. Ponieważ jednak gatunek ten w checklist W. Wojewody synonimizowany jest ze strzępiakiem brunatnym, nie wiadomo, o który z tych gatunków chodzi. Nowsze stanowiska podaje internetowy atlas grzybów, ale również pod nazwą wg W. Wojewody strzępiak brunatny Inocybe splendens. Zaliczony w nim jest do gatunków rzadkich i wymagających ochrony.
Grzyb mikoryzowy. Rośnie na ziemi, głównie w lasach liściastych. Spotykany pod klonami, brzozami, grabami, topolami, dębami, lipami, wierzbami, ale także pod sosnami.

## Gatunki podobne
Inocybe splendens R. Heim opisany został we Francji, gdzie występował na leśnych polankach. Ponieważ w opracowaniu W. Wojewody synonimizowany jest ze strzępiakiem brunatnym Inocybe phaeoluca Kühner, jego występowanie w Polsce wymaga dalszych badań. Dla s. brunatnego charakterystyczną cechą jest brak różowego odcienia i oszronienie trzonu na całej długości.